# Drogi żółciowe
Drogi żółciowe – zespół przewodów odprowadzających żółć z wątroby do dwunastnicy. Nadmiar żółci jest magazynowany w pęcherzyku żółciowym. Rozróżnia się drogi żółciowe wewnątrzwątrobowe oraz zewnątrzwątrobowe.

## Drogi żółciowe wewnątrzwątrobowe
Rozpoczynają się w wątrobie kanalikami żółciowymi włosowatymi (międzykomórkowymi), które łącząc się tworzą przewodziki międzyzrazikowe (łac. ductuli interlobulares). Żółć jest produkowana w komórkach wątroby (hepatocytach). Przewodziki międzyzrazikowe łączą się w przewodziki żółciowe (łac. ductuli biliferi). Następnie kierują się one do wnęki wątrobowej tworząc przewód wątrobowy prawy oraz przewód wątrobowy lewy, które we wnęce łączą się w przewód wątrobowy wspólny.
Początkowe odcinki przewodzików międzyzrazikowych wysłane są nabłonkiem sześciennym. Ich dalsze części oraz większe przewody wysłane są nabłonkiem walcowatym. 
Przewód wątrobowy prawy zbiera żółć z płata prawego i płata czworobocznego wątroby.
Przewód wątrobowy lewy zbiera żółć z płata lewego i płata ogoniastego wątroby.

## Drogi żółciowe zewnątrzwątrobowe

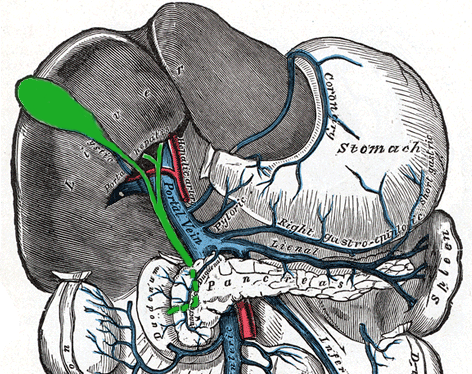
Drogi żółciowe zewnątrzwątrobowe (na zielono): pęcherzyk żółciowy, przewód pęcherzykowy, przewód wątrobowy wspólny, przewód żółciowy wspólny

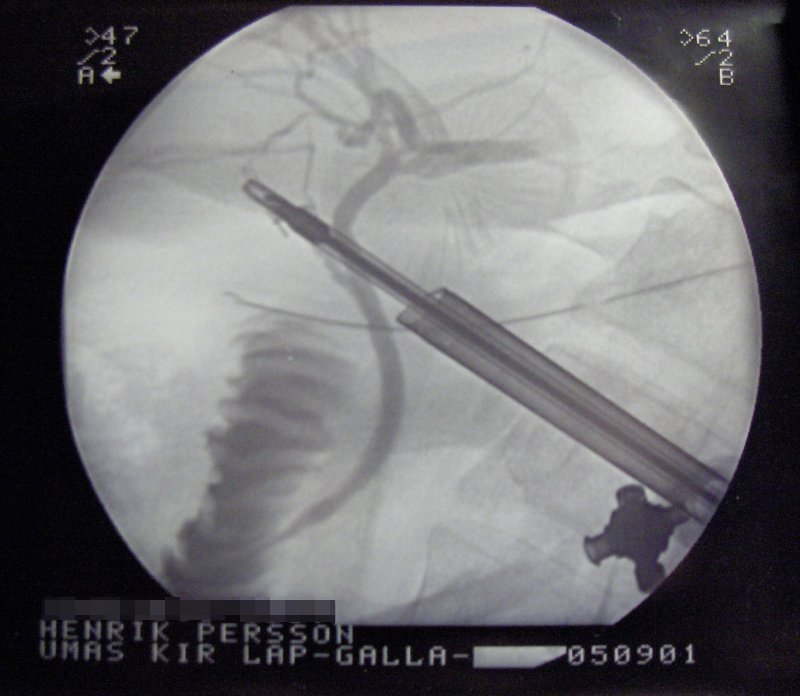
Cholangiogram śródoperacyjny obrazujący drogi żółciowe podczas cholecystektomii laparoskopowej

Przewód wątrobowy wspólny – średnica około 4 mm; długość zmienna osobniczo (od 2 do 6 cm). Biegnie w więzadle wątrobowo-dwunastniczym. Sąsiaduje z przewodem pęcherzykowym od strony prawej.
Pęcherzyk żółciowy – narząd mający na celu magazynowanie i zagęszczanie żółci w przerwie pomiędzy okresami trawienia. Od strony trzewnej pokryty jest otrzewną. Pęcherzyk dzielimy na trzy części:
- dno (łac. fundus)
- trzon (łac. corpus)
- szyjkę (łac. collum), przechodzącą w przewód pęcherzykowy.

Przewód pęcherzykowy doprowadza i odprowadza żółć z pęcherzyka żółciowego. Stanowi jego część. Ściana przewodu pęcherzyka żółciowego jest pofałdowana. Błona śluzowa przewodu tworzy fałd spiralny (łac. plica spiralis), składający się z wielu wpukleń obejmujących od 1/3 do 2/3 obwodu. W normalnych warunkach, przewód jest drożny w obie strony. Na skutek skurczu mięśniówki przewodu przepływ żółci może zostać zahamowany. 
Przewód żółciowy wspólny – średnica 5 mm; długość około 7 cm. Powstaje z połączenia przewodu pęcherzykowego i przewodu wątrobowego wspólnego. Dzieli się na cztery części: 
- część naddwunastniczą
- część zadwunastniczą
- część trzustkową
- część śródścienną – przechodzi przez ścianę dwunastnicy i uchodzi na brodawce większej dwunastnicy; końcowy odcinek, często rozdęty, tworzy bańkę wątrobowo-trzustkową (łac. ampulla hepatopancreatica).

## Schorzenia dróg żółciowych i pęcherzyka żółciowego
- kamica żółciowa
- ropniak pęcherzyka żółciowego
- zapalenie pęcherzyka żółciowego
- zapalenie dróg żółciowych
- rak dróg żółciowych
- rak pęcherzyka żółciowego
- pierwotne stwardniające zapalenie dróg żółciowych
- choroba Carolego

Zablokowanie przepływu żółci w drogach żółciowych może spowodować żółtaczkę mechaniczną.